# Hin (hebräisch)
Das antike hebräische Hin-Maß basiert wohl auf dem rundlichen Hin-Topf, der in Syrien und Palästina verwendet wurde. Ein hebräisches Hin entspricht mit 6,5 l ungefähr der dreizehnfachen Menge eines ägyptischen Henu, das ebenfalls Hin genannt wurde, aber nicht davon abgeleitet ist.
Nach Hermann Schelenz dagegen waren es 3,3 Liter, wobei das Maß nur für trockene Waren gedacht war.
Darüber hinaus gilt:
- 1 Hin = 1,66 Issaron = 3 Kab = 12 Log